# Carrefour Pleyel (stanice metra v Paříži)

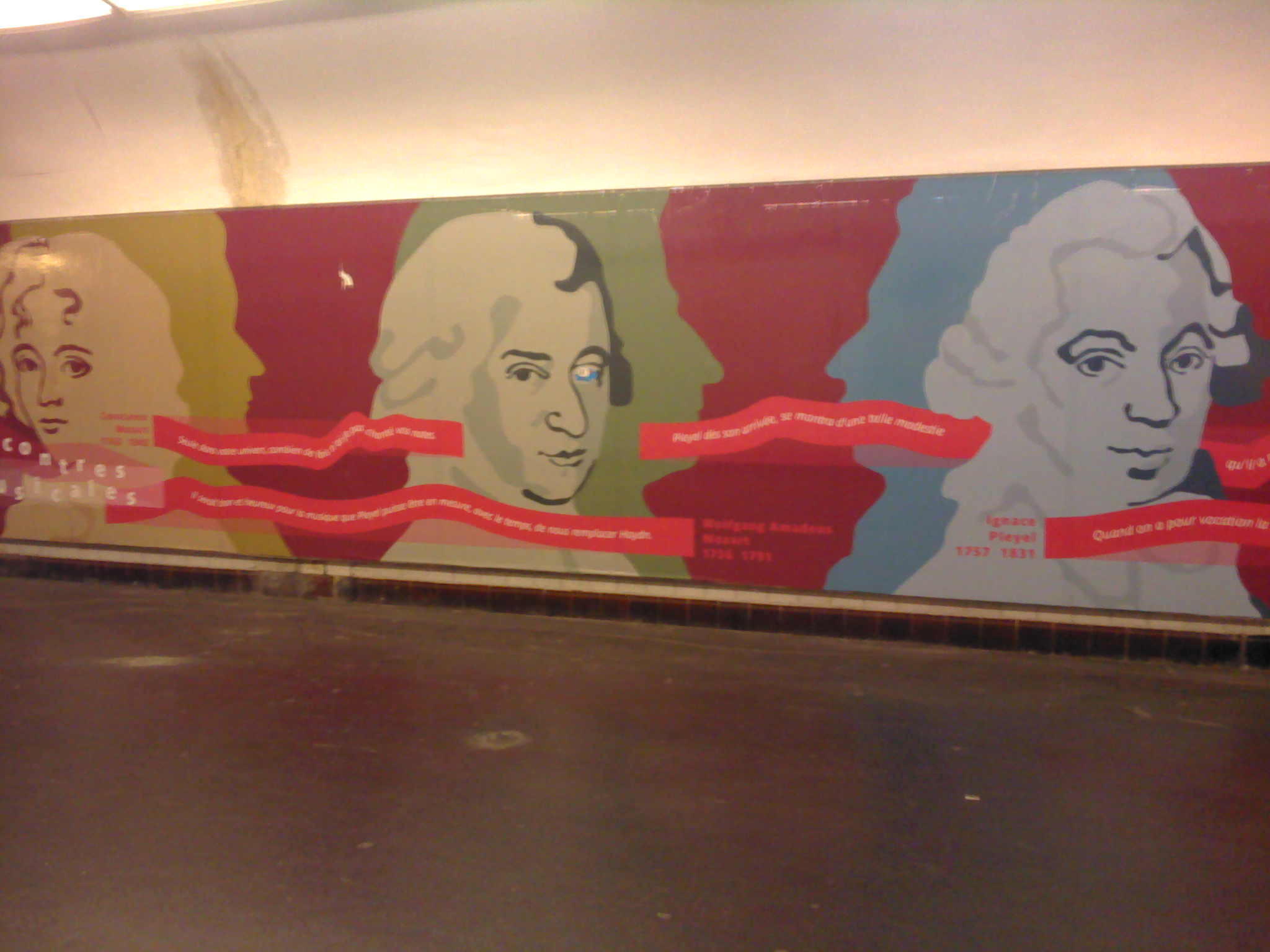
Výzdoba nástupiště

Carrefour Pleyel je nepřestupní stanice pařížského metra na severovýchodní větvi linky 13. Nachází se mimo hranice Paříže na území města Saint-Denis pod náměstím Place Pleyer. Některé spoje ze Saint-Denis – Université mají v této stanici konečnou, takže cestující musejí přesedat.

## Historie
Stanice byla otevřena 30. června 1952, když sem byla prodloužena linka od stanice Porte de Saint-Ouen. Jako konečná sloužila do 20. června 1976, když byla trať rozšířena do stanice Basilique de Saint-Denis.
Protože byla stanice postavena jako konečná stanice, má dvě koleje ve směru do Paříže a několik vedlejších kolejí pro garážování a manévrování, z nichž jedna umožňuje přístup do dílny pro údržbu vlaků.
U příležitosti stého výročí pařížského metra byla stanice vyzdobena na téma „Hudba“ a na nástupišti byly instalovány interaktivní systémy osvětlení. Avšak následovaly stížnosti řidičů, že je tato světla ruší a také stížnosti od Sdružení uživatelů linky 13, takže toto interaktivní dílo bylo zastaveno už po dvou týdnech provozu. Ve stanici stále existují osvětlovací modré prvky LED a další neaktivní zařízení.

## Název
Stanice je pojmenována podle zdejší křižovatky (fr. carrefour), u které rakouský skladatel a nástrojař Ignaz Joseph Pleyel (1757–1831) založil v roce 1807 dílnu na výrobu klavírů, jejíž značka dodnes existuje. Na místě vzniklo později dnešní náměstí Place Pleyel, přes které vede Boulevard Anatole France a pod ním linka metra.